# Microgyne
Microgyne là một chi thực vật có hoa trong họ Cúc (Asteraceae).

## Loài
Chi Microgyne gồm các loài: